# گیل (خواننده)
تیلور گیل رادرفورد (متولد ۱۰ ژوئن ۲۰۰۴)، که به‌طور حرفه ای با نام گیل شناخته می شود، خواننده آمریکایی است. او پس از امضای قرارداد با آتلانتیک رکوردز و آرت‌هاوس انترتینمنت، تک‌آهنگ پرطرفدار خود " ABCDEFU " را در سال ۲۰۲۱ منتشر کرد که در چارت‌های جهانی از جمله در بریتانیا، ایرلند، و در بیلبورد جهانی ۲۰۰ به رتبه اول رسید.
تیلور گیل رادرفورد در ۱۰ ژوئن ۲۰۰۴ در پلانو، تگزاس به دنیا آمد. او خوانندگی را در سن هفت سالگی آغاز کرد و در نهایت به نشویل، تنسی نقل مکان کرد تا حرفه موسیقی را دنبال کند. او نارساخوان است